# Kiesjärvi
Kiesjärvi är en sjö i kommunen Bräkylä i landskapet Norra Karelen i Finland. Sjön ligger 77,3 meter över havet. Arean är 1,1 kvadratkilometer och strandlinjen är 6,24 kilometer lång. Sjön  ingår i Vuoksens huvudavrinningsområde.   Den ligger omkring 34 kilometer söder om Joensuu och omkring 350 kilometer nordöst om Helsingfors. 